# تئودور رابینسون
تئودور رابینسون (انگلیسی: Theodore Robinson؛ ۳ ژوئن ۱۸۵۲ – ۲ آوریل ۱۸۹۶) یک نقاش اهل ایالات متحده آمریکا بود. تعدادی از آثار او از شاهکارهای دریافتگری (امپرسیونیسم) آمریکایی به شمار می‌روند.

تئودور رابینسون یکی از نخستین نقاشان آمریکایی بود که در سبک دریافتگری (امپرسیونیسم) نقاشی می‌کشید. پس از سفر به فرانسه و دیدار از ژیورنی که مرکز دریافتگرهای فرانسوی بود، رابطه دوستانه‌ای با کلود مونه برقرار کرد و ۸ سال در آنجا اقامت کرد.

رابینسون در ۲ آوریل ۱۸۹۶ بر اثر حمله آسم در شهر نیویورک درگذشت و در شهر خود اوانسویل، ویسکانسین به خاک سپرده شد.

## نگارخانه

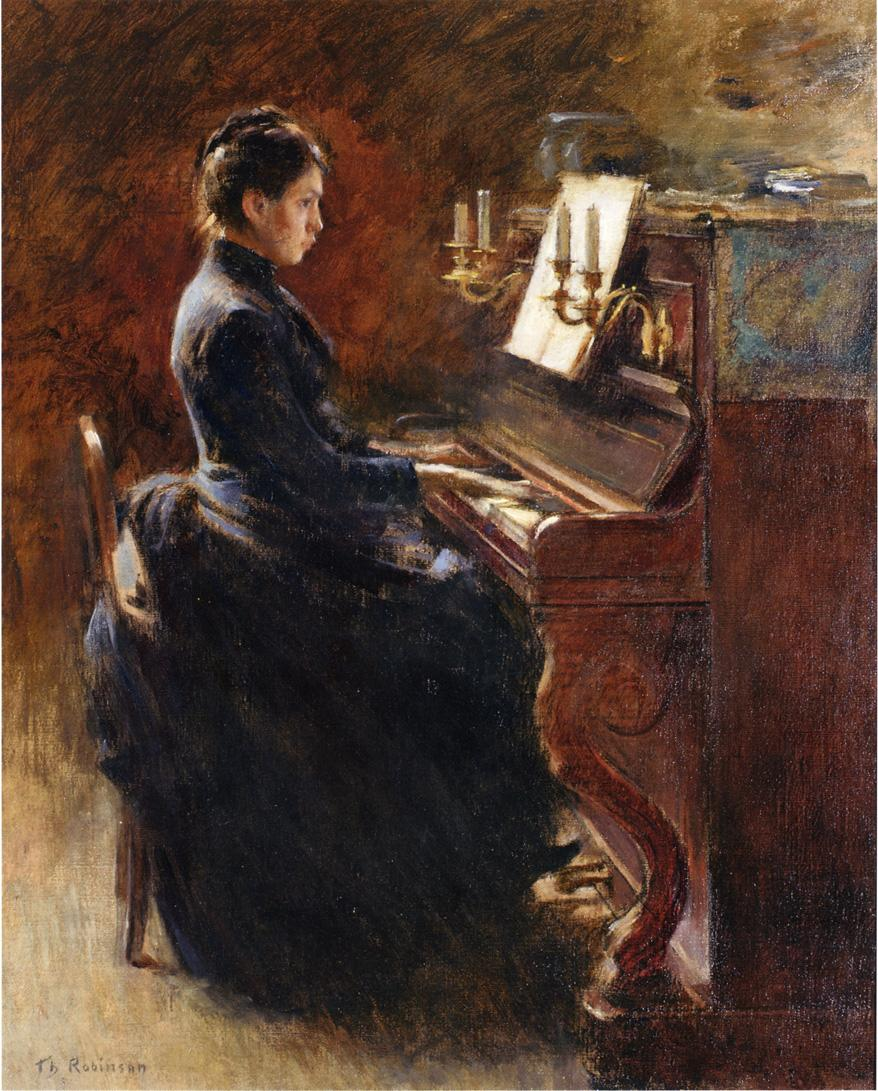
دختر و پیانو (۱۸۸۷)
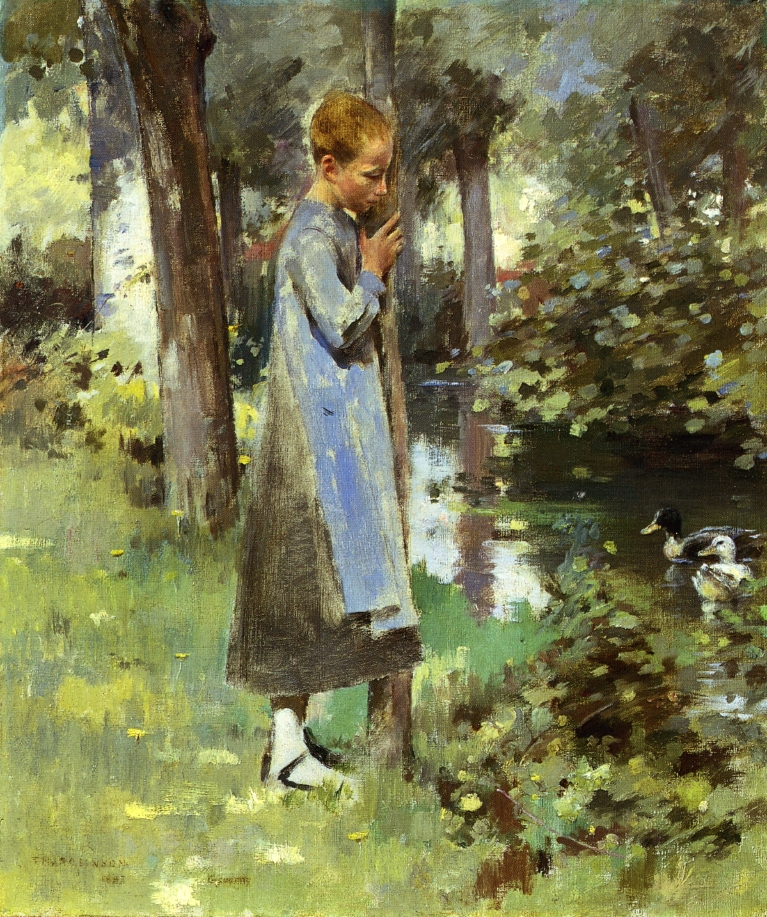
در کنار رودخانه (۱۸۸۷)
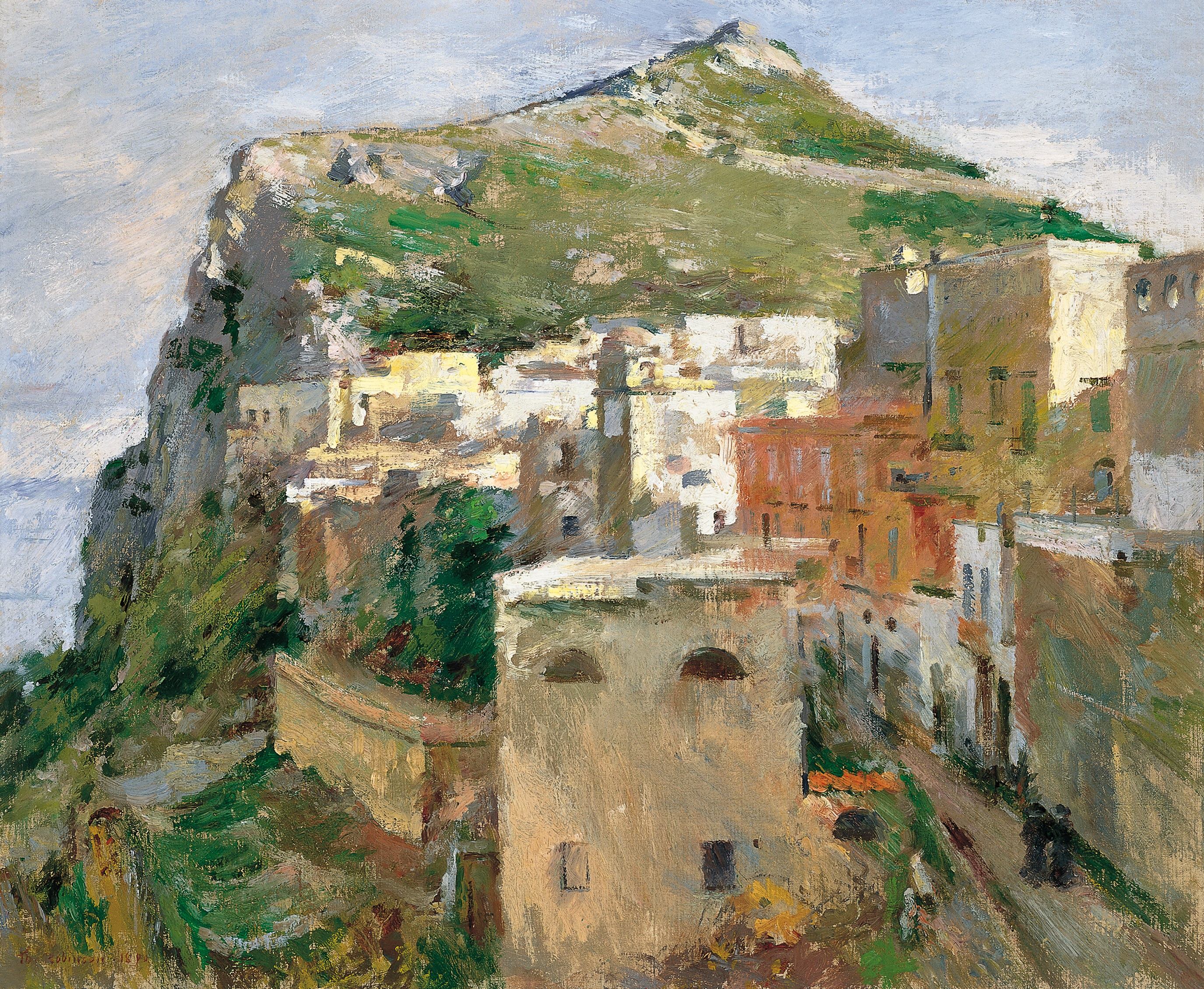
کاپری ۱۸۹۰
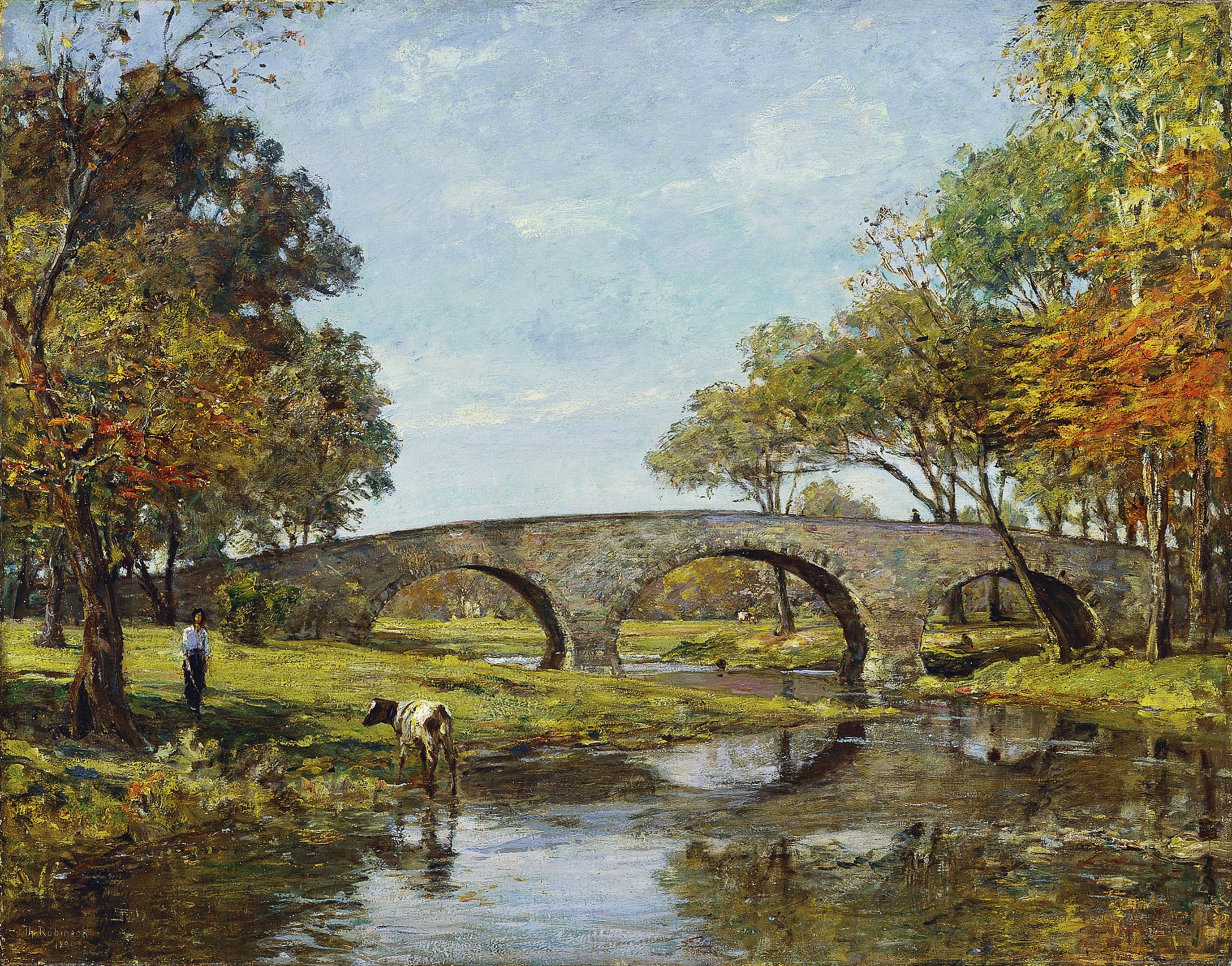
پل قدیمی ۱۸۹۰
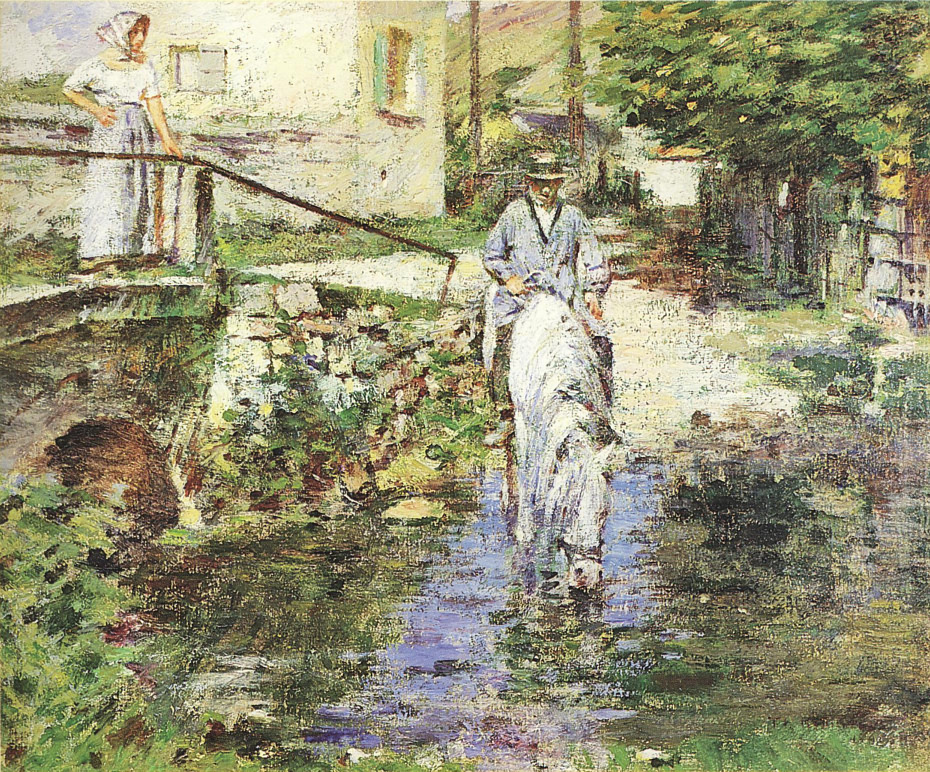
پیر تروگنون و دخترش روی پل (۱۸۹۱)
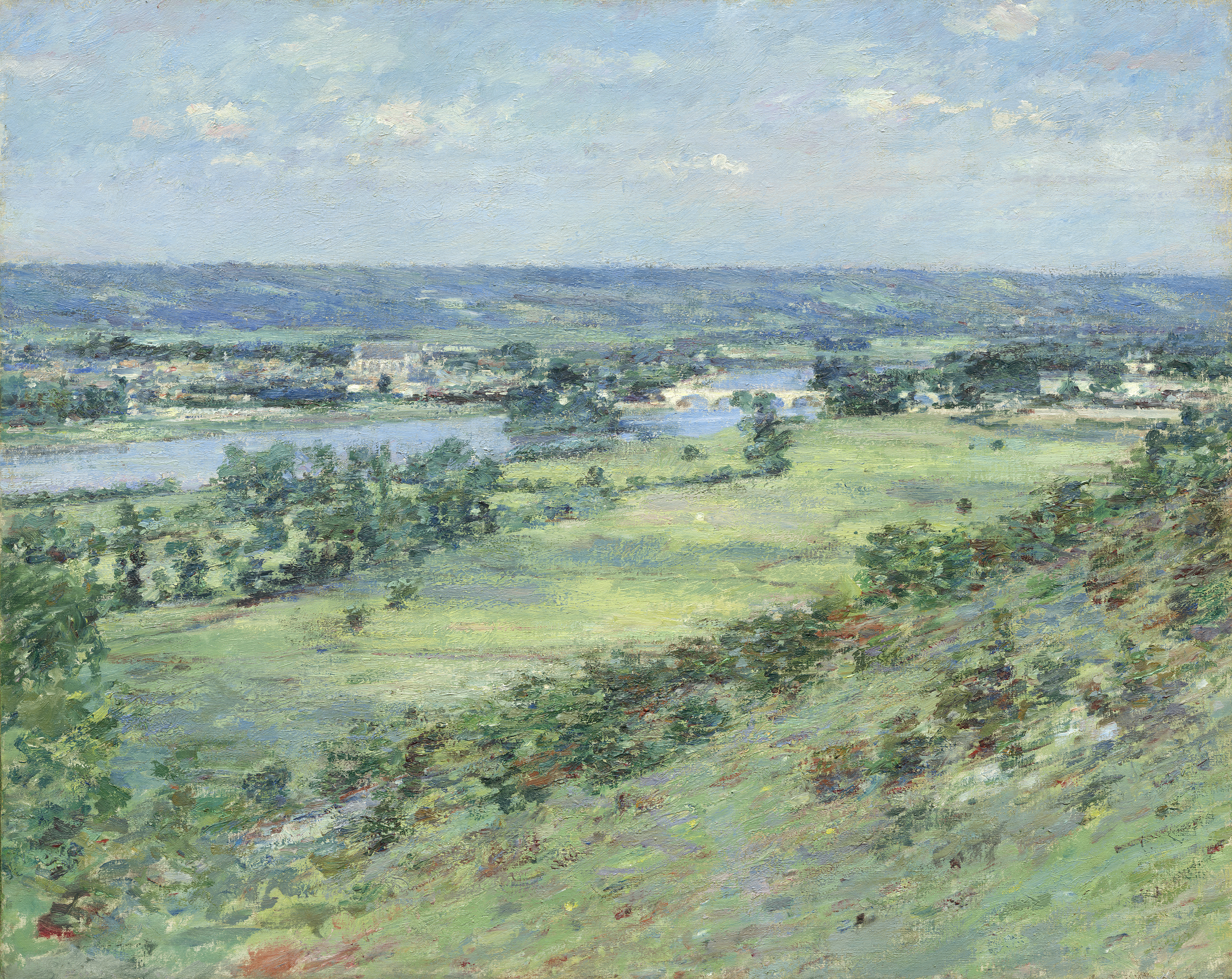
دره رود سن از ارتفاعات ژیورنی(۱۸۹۲)
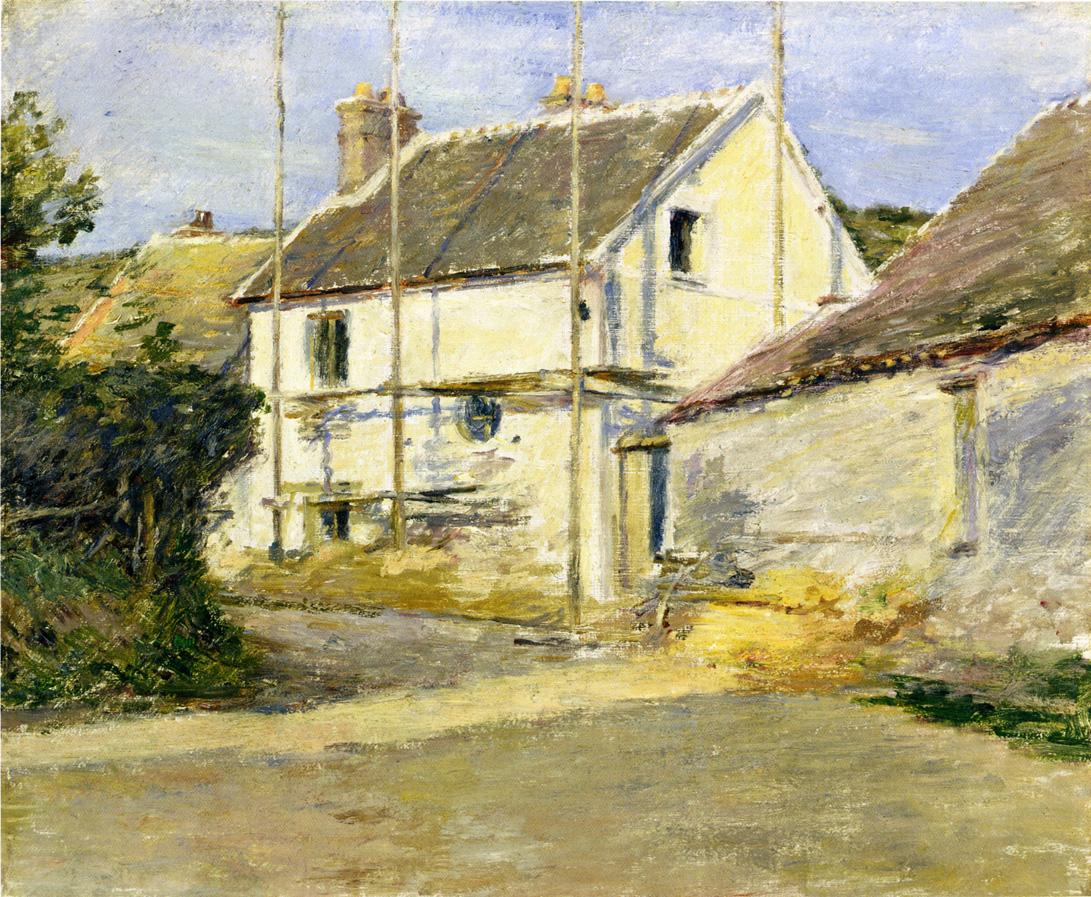
خانه با داربست (۱۸۹۲)
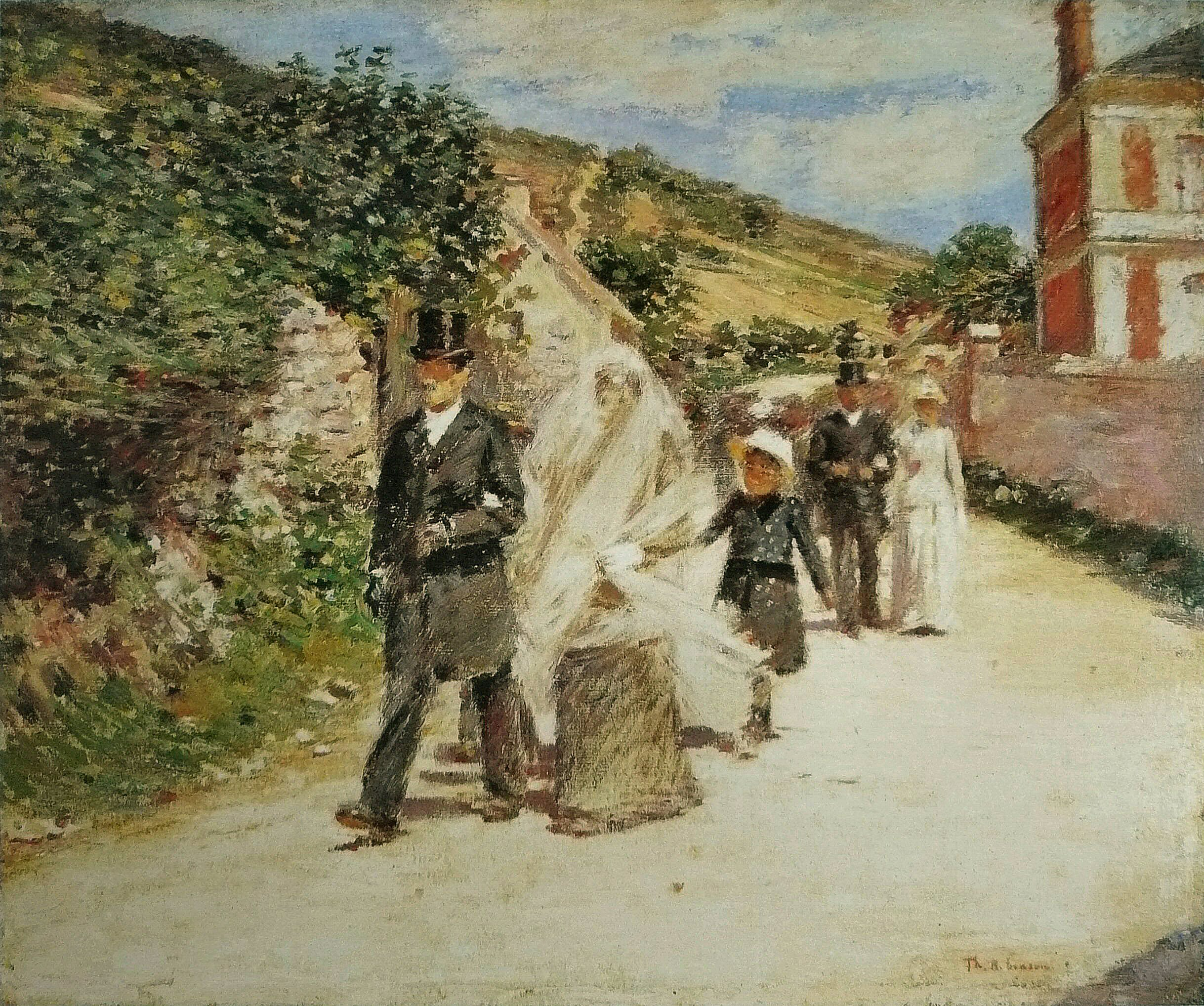
عروس کشان (۱۸۹۲)
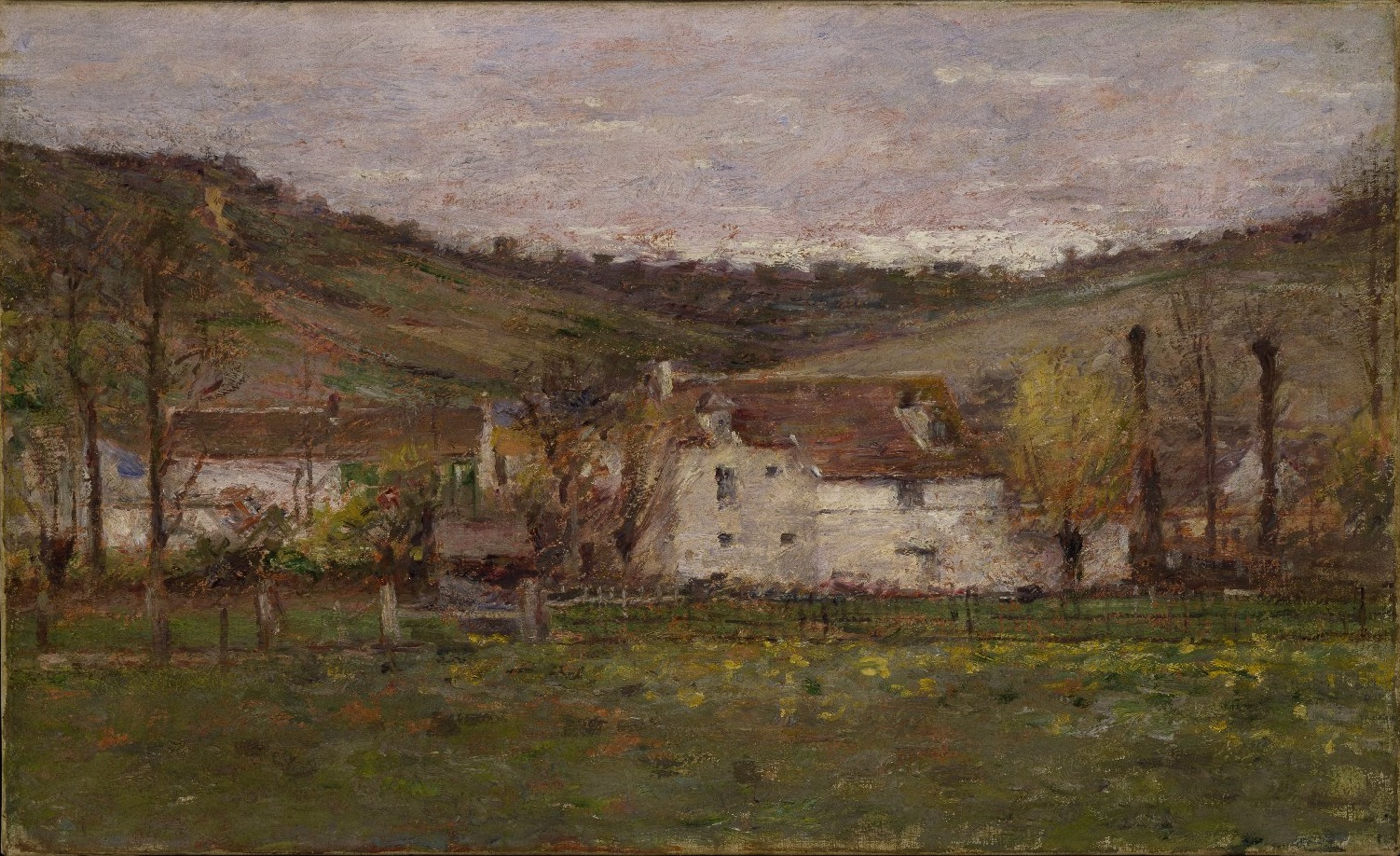
دهکده فرانسوی  (۱۸۹۲)
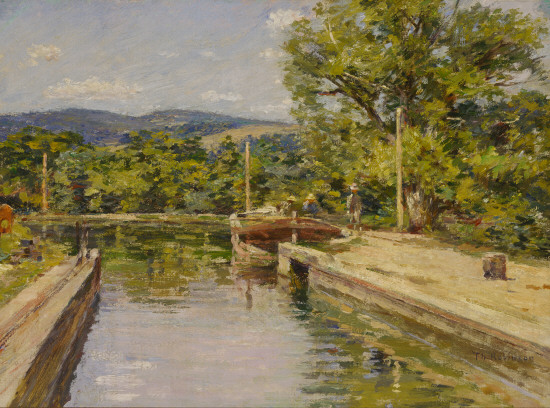
کانال سن (۱۸۹۳)
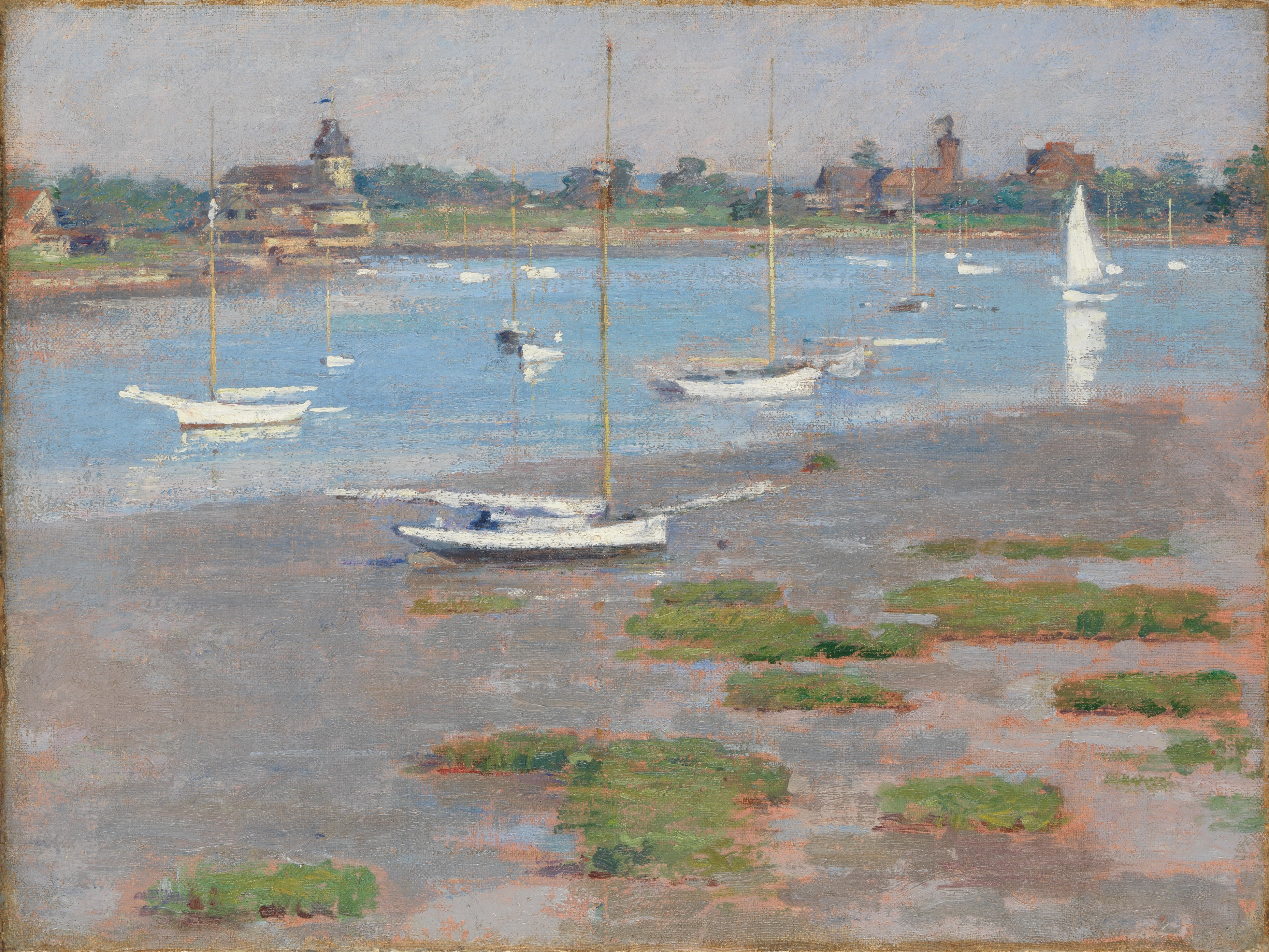
جزر و مد در باشگاه قایقرانی (۱۸۹۴)
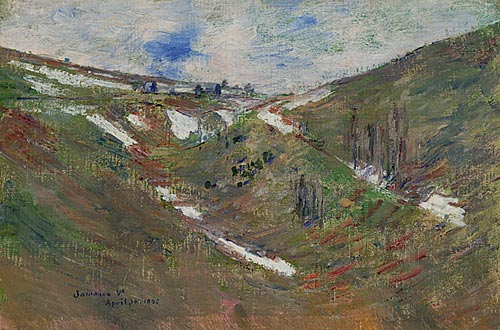
جامائیکا، ورمونت (۱۸۹۵)